# 锡金酸蔹藤
锡金酸蔹藤（学名：Ampelocissus sikkimensis）为葡萄科酸蔹藤属下的一个种。

## 扩展阅读
- 維基物種上的相關：锡金酸蔹藤